# Iray (distrito)
O Distrito peruano de Iray é um dos oito distritos que formam a Província de Condesuyos, situada no Departamento de Arequipa, pertencente a Região Arequipa, Peru.

## Transporte
O distrito de Iray é servido pela seguinte rodovia:
- AR-105, que liga o distrito de Majes à cidade de Puyca [1][2][3]